# Terrington St John
 (juillet 2023).
Pour les articles homonymes, voir Terrington et Terrington St Clement.
Terrington St John est une paroisse civile et un village du Norfolk, en Angleterre.